# Theatermalerei
Die Theatermalerei dient der Gestaltung des Bühnenbilds und zielt als Dekorationsmalerei meist auf die Vergegenwärtigung der örtlichen und zeitlichen Zusammenhänge auf der Bühne ab. Sie ist seit jeher intensiv verwoben mit anderen bildenden Künsten. Ihr Zweck liegt in der malerischen Verbindung der Elemente einer Opern-, Theater- oder Ballettaufführung, die für den Betrachter sinnlich zu einem Ganzen verschmelzen. Nicht nur die Anfertigung großformatiger Malereien auf Stoff (so genannter Bühnenprospekte) ist Aufgabe der Theatermaler, sondern auch die Bemalung von Plastiken, Requisiten, Holzkulissen und vielem mehr.

## Entstehung und Geschichte
Die Theatermalerei ist vermutlich so alt wie das europäische Theater selbst, das im antiken Griechenland im 6. Jahrhundert v. Chr. entstand.
Plinius der Jüngere und Vitruv berichteten zu dieser Zeit von Malereien in den Theatern und römischen Arenen.

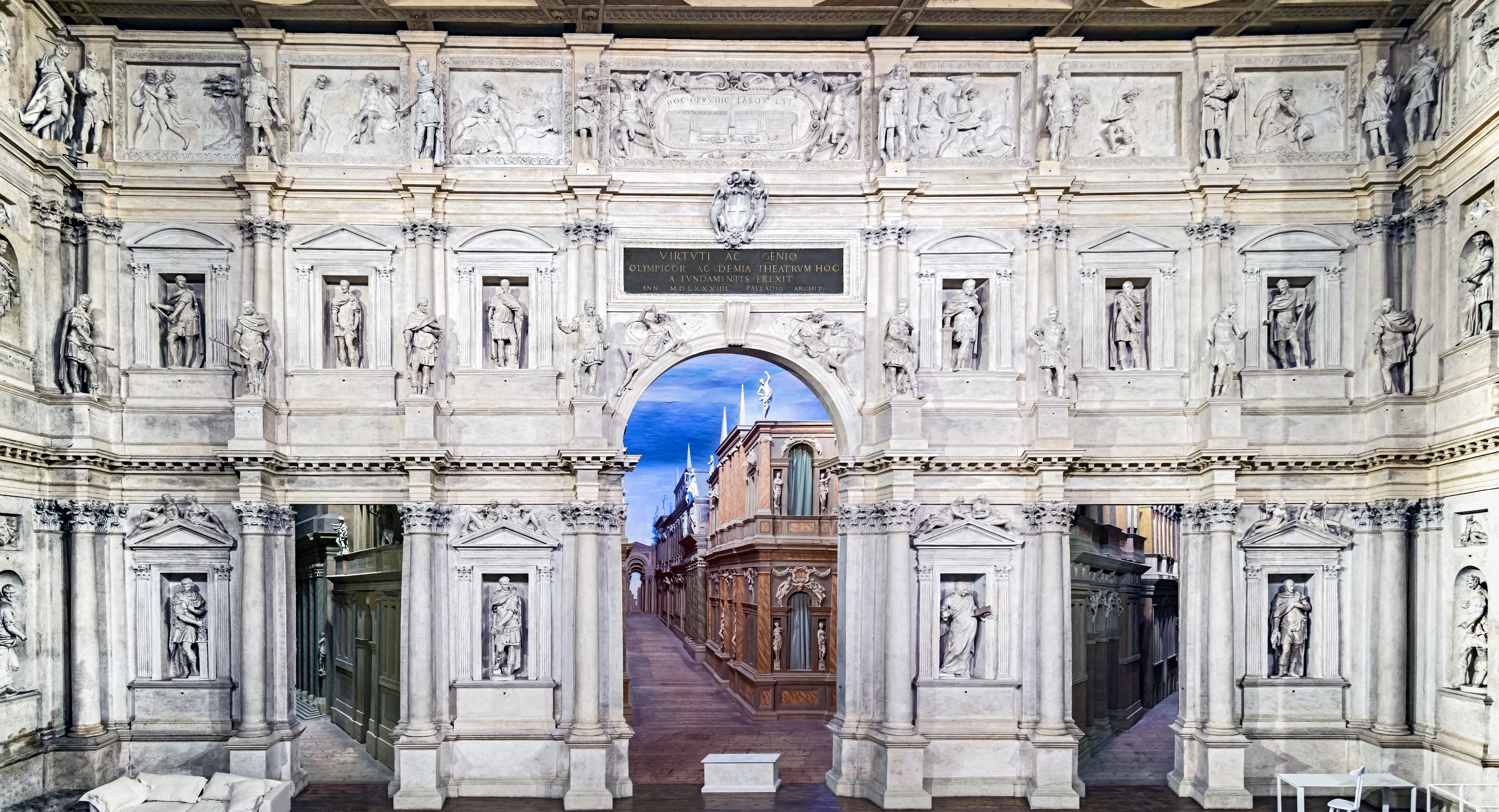
Teatro Olimpico (1585) Bildbühne

Feststehende, gemalte Bühnendekorationen in Form von Leinen-bespannten Rahmen hinter architektonisch unveränderlicher Bühnenfront fanden in der Renaissance Anwendung, beispielsweise in der perspektivischen Bildbühne des Teatro Olimpico. Bei dieser Bühnenform nutzte man die hohe Kunst der perspektivischen Darstellung der Renaissancekünstler, um dem Zuschauer die Illusion einer räumlichen Bühnenszenerie vorzugaukeln. Hierbei wurden Bühnendurchgänge zwischen Vorder- und Hinterbühne mit bemalten Stoffen auf hölzernen Rahmen versehen, um die räumliche Wirkung einer Perspektive für den Zuschauer zu vervollständigen.
Sowohl in der Renaissance, als auch in der Epoche des Barock wurden antike Dekorationselemente neu entdeckt, aufwändig gestaltet und funktionell erweitert.
Die seit der Renaissance bevorzugte Zentralperspektive der Malerei fand Eingang in die nunmehr unaufhaltsam rasante Entwicklung der Bühnendekoration. Infolgedessen wird auch Filippo Brunelleschi (1377–1446) als Wegbereiter der Theatermalerei genannt. Es entstanden großformatige Gemälde, die den zeitgenössischen Ölmalereien in Technik und Vollkommenheit in nichts nachstanden. Der Zweck dieser zentralen Fluchtpunktperspektive war die Illusion eines in die Unendlichkeit strebenden Fluchtpunktes, beispielsweise häufig verwendet um Häuserschluchten eindrucksvoll darzustellen und in ihrer Wirkung zu übersteigern.
Zu Beginn des Barock entwickelte 1606 Giovanni Battista Aleotti fahrbare Freifahrtkulissen, um die Bühnendekoration wandelbar zu machen. Diese starren Dekorationselemente waren natürlich mit szenischen, landschaftlichen oder architektonischen Darstellungen bemalt. Ebenfalls zur Verwandlung des Bühnenbildes dienten bemalte Telari – die den antiken Periakten nachempfunden wurden. Diese dreiseitigen, senkrechten Prismenbauteile, konnten nebeneinandergestellt von vorne als homogene Fläche empfunden werden, welche durch eine Drehung einen schnellen, unkomplizierten Wechsel des Bühnenbildes bewerkstelligten.
Siehe auch: Geschichte des Theaters

## Bemalte Dekorationsteile

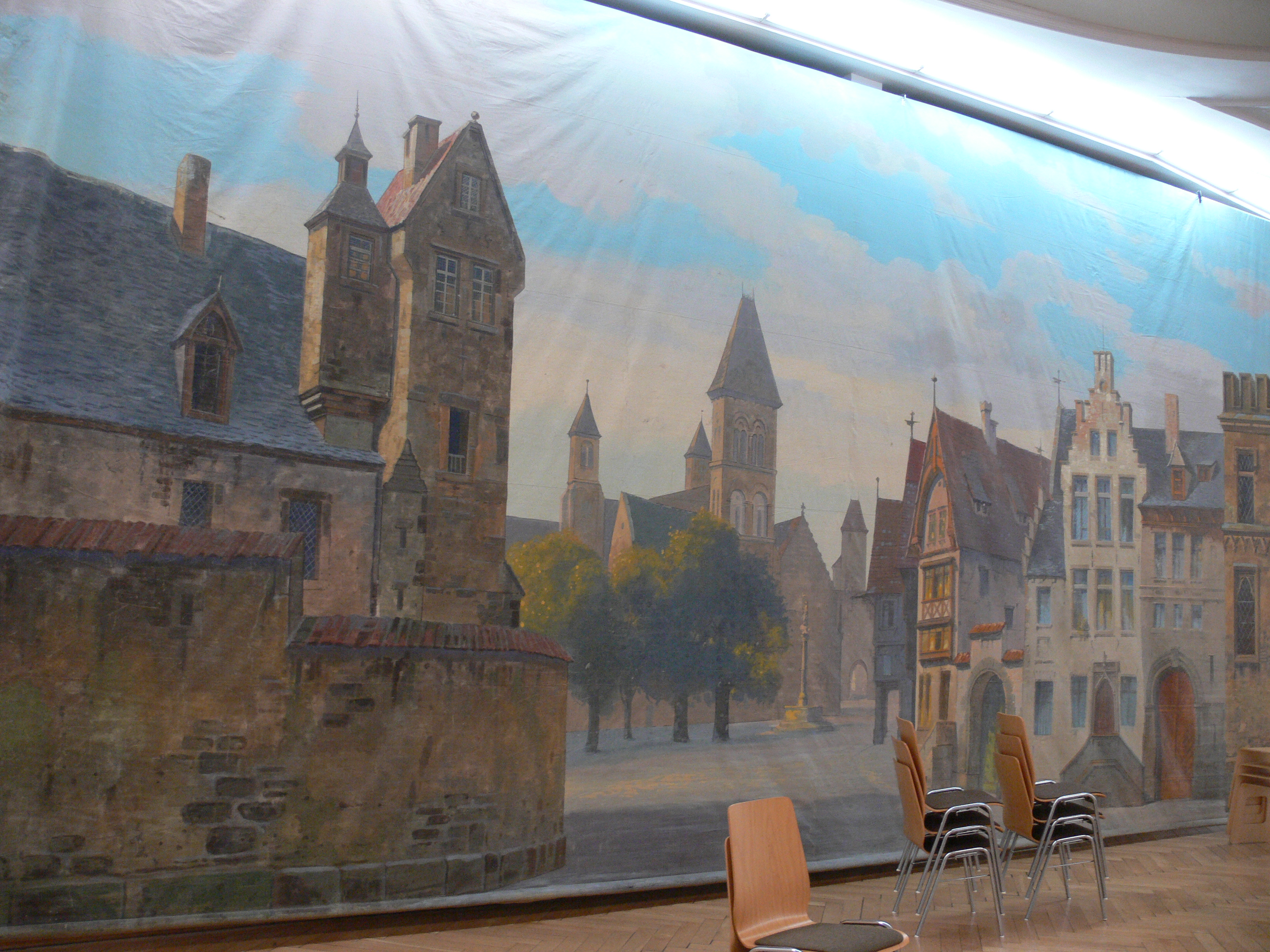
Wilhelm Plappert: Bühnenprospekt für das Konzerthaus Ravensburg (um 1903–1910)

Während der Produktion eines Bühnenbildes müssen zahlreiche und oft unorthodoxe Materialien bemalt werden. Die augenscheinlichsten sind sogenannte Bühnenprospekte, das heißt Vorhänge aus Leinen, Baumwollnessel, Tüll und Kunststoff, die als Hintergrundprospekt, Gassenhänger, Zwischenvorhang, Rundhorizont etc. fungieren können. Diese Bühnenprospekte werden in der Bühnentechnik an Zügen befestigt und können somit auf der Bühne nach oben zum Schnürboden hin und unten ins Sichtfeld der Zuschauer gefahren werden.
Jedoch nicht nur diese so genannten „schlappen Dekorationsteile“ müssen bemalt werden, sondern auch „starre“ wie: Kulissen, Versatzstücke (z. B. ein Busch aus Holz mit rückseitigem, klappbarem Ständer), Plastiken, welche die Theaterplastiker herstellen, Requisiten und unzählige andere.

## Maltechniken

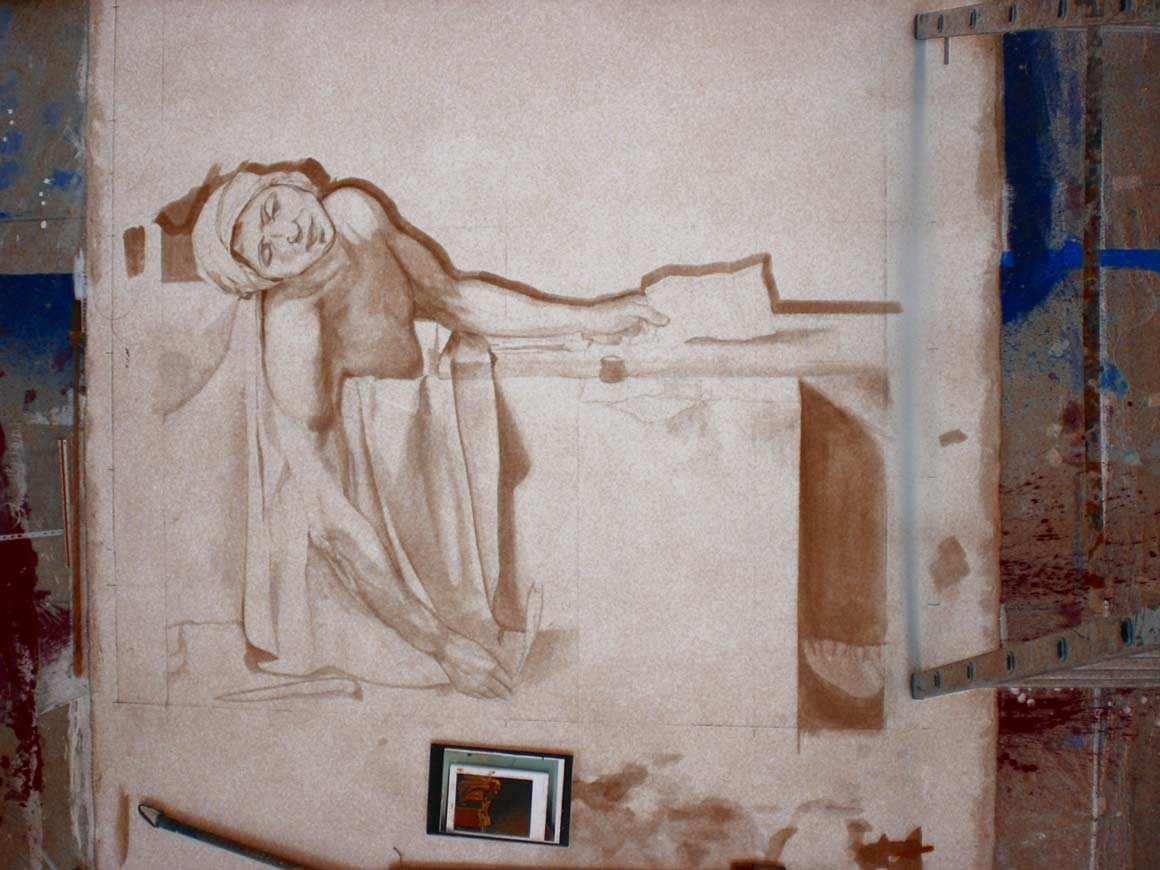
Tinterung eines kleinen Bühnenprospektes von N. Schaffler

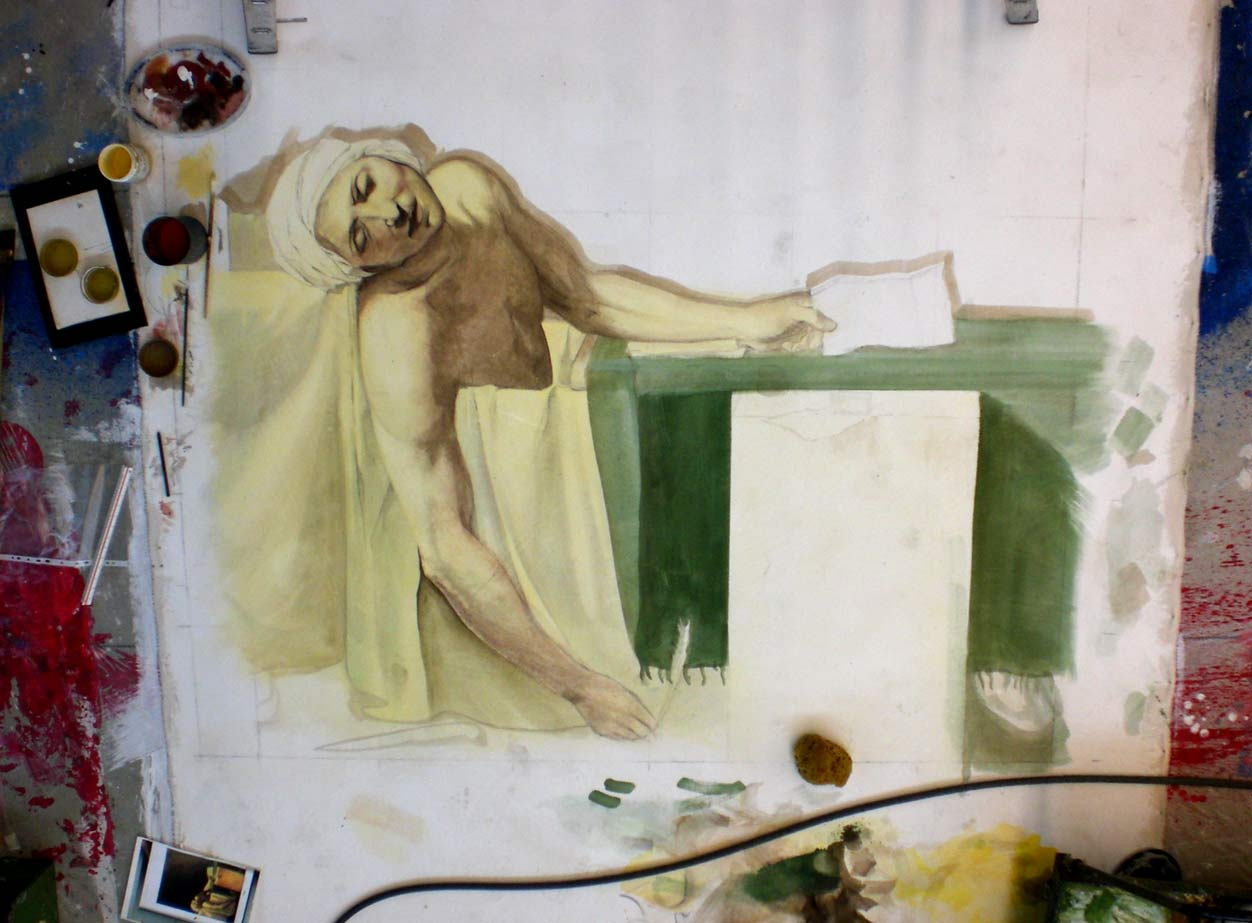
Selbiges mit aufgetragenen, transparenten Farblasuren

Da der Theatermaler eine Vielzahl von Vorhängen, die sich auf der Bühne befinden, bemalt, sind seine Techniken ebenso vielfältig und speziell, wie die Stoffe und andere Materialien, die er bearbeiten muss, es erfordern.
Lange Zeit – und immer noch – gab und gibt es Techniken, die unausgesprochen zum Berufsgeheimnis der Theatermaler gehören und schwer zu erlernen sind; damals sagte man oft „die mit den Augen gestohlen werden mussten“. Techniken, die allgemein bekannt sind, sind ebenso in der freien Kunst gebräuchlichen Maltechniken, wie Alla-prima-Malerei (in einer Schicht gemalt) und die Lasurtechnik (mehrschichtige Malerei). Letztere wird sehr häufig in der Theatermalerei angewandt; nicht umsonst malt der Theatermaler seine riesigen „Leinwände“ auf dem Boden aufgespannt.
Die Lasurtechnik impliziert verdünntes Malmittel, wobei selbst die unterste Farbschicht noch bis zuletzt durch weitere, aufgetragene Farbschichten durchscheint.
Dabei geht man traditionell wie folgt vor: Das Motiv, welches den Prospekt später als Malerei zieren soll, wird zunächst mit Kohle – mittels Kohlestab (ein Stück Kohle am langen Stab) im Stehen auf den grundierten Stoffuntergrund – vorgezeichnet. Die Kohlevorzeichnung wird dann mit einer verdünnten Farbe (oftmals ein Sepia- oder Braunton) nachgezogen; allerdings nicht nur die Konturen, sondern bereits flächige Ausarbeitung. Hierbei kann man bereits eine Plastizität der Malerei erreichen, indem man über Bereiche, die dunkler sein müssen, mehrmals lasiert. Diesen Vorgang, der dazu dient seine Vorzeichnung zu konkretisieren und auf dem Maluntergrund „festzuhalten“ nennt man Tinterung. Über die Tinterung werden anschließend die Farbaufträge lasiert, die Tinterung ist hierbei immer noch durch zu sehen. Zum Abschluss werden die Lichter und die Dunkelheiten etwas deckender aufgesetzt. Im Zuge großformatiger Malereien, die überwiegend an Opernhäusern vorzufinden sind, bietet es sich an, die Kohlevorzeichnung mit einer stark überleimten Lasur mittels Spritzpistole zu fixieren. Bei dieser Verfahrenstechnik verbindet sich die körnige Textur der Imprimitur, die auch bei einer nachfolgenden lasierenden Malerei erhalten bleibt, mit einem Spritzbild, sofern mit einer Spritzpistole gearbeitet wird.
Der Theatermaler ist – neben seiner kunstmalerischen Fähigkeit – auch ein Imitationsmaler, von Marmor, Stein, Holz, Rost, Patina etc. Für jede Imitation gibt es die verschiedene Techniken und Kniffe; über Bierlasur bis Marmorstruktur „wickeln“ oder Kolzkörner „schlagen“. Hierbei zählt jedoch vorrangig die Fernwirkung, wie bei allen Theatermalereien; denn der nächste Zuschauer, der das Werk auf der Bühne betrachtet, sitzt meist mindestens acht Meter entfernt.

## Beruf und Tätigkeit
→ Siehe Hauptartikel: Bühnenmaler

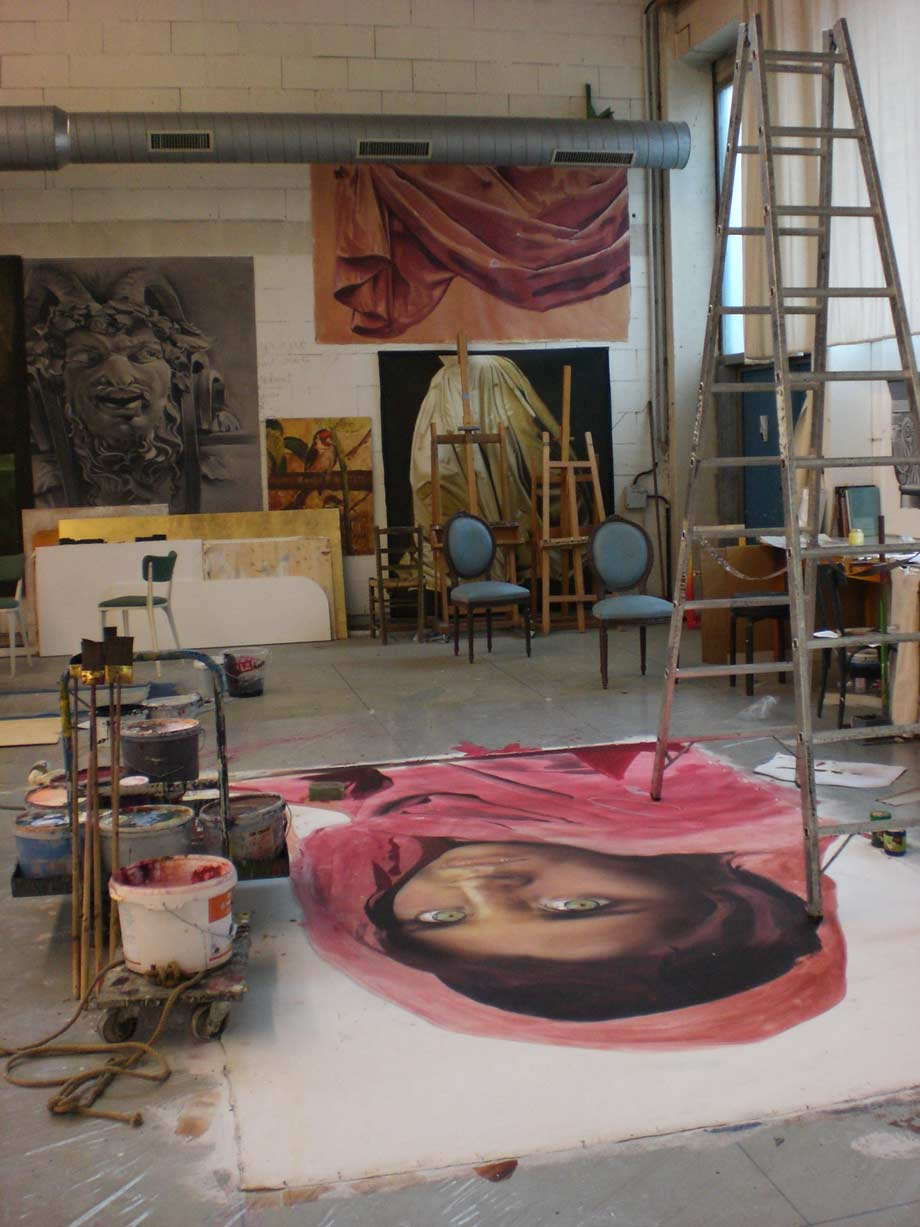
Ecke des Malersaals der Bayerischen Staatsoper

Der Beruf der Bühnenmalerei wird im Sprachgebrauch immer noch Theatermalerei genannt. Sein Ausbildungsweg ist im ehemaligen West-Deutschland erst seit Februar 2000 staatlich anerkannt. Das Erlernen dieses Berufes findet hauptsächlich im Rahmen einer Berufsausbildung statt und beträgt meistens drei Jahre. Die Ausbildungen sind heute überwiegend im dualen System gehalten (also schulisch und betrieblich), sowie in Einzelfällen nur betrieblich. Es gibt drei bekannte Berufsschulen in Deutschland: eine in Berlin, eine in Essen und eine in Baden-Baden. In Dresden befindet sich deutschlandweit die einzige Universität, die den Studiengang Theatermalerei anbietet. Sowohl für den Studiengang als auch für die meisten Ausbildungsbetriebe ist eine Mappe mit künstlerischen Werken als Bewerbung eine notwendige Voraussetzung. Bis heute existiert für den Ausbildungsweg kein Meisterabschluss; alle Bühnenmaler sind entweder ungelernt, gelernte Gesellen oder Diplomanden.
Theatermaler werden zumeist an staatlichen und städtischen Schauspiel- und Opernhäusern beschäftigt, ihr Arbeitsplatz ist der Malsaal. Es gibt jedoch vermehrt unabhängige Dekorationsfirmen oder -ateliers; in denen freischaffende Bühnenmaler, aber auch Künstler oder Dekorationsmaler beschäftigt werden. Auch bei Filmproduktionen werden Bühnenmaler beschäftigt, die das Set mit ihrer Malerei ausstatten.

## Sammlungen
Größere Sammlungen historischer Theatermalerei haben sich in Deutschland im Theatermuseum Meiningen (Dekorationen aus der Tourneezeit der Meininger, 1874–1890) und im Konzerthaus Ravensburg (Dekorationen des Stuttgarter Hoftheatermalers Wilhelm Plappert, 1902–1910) erhalten.